# رابی اسپارکس
روبی اسپارکس (به انگلیسی: Ruby Sparks) یک فیلم سینمایی آمریکایی در ژانر کمدی-درام و فیلم کمدی رمانتیک محصول سال ۲۰۱۲ به کارگردانی جاناتان دیتون و ولری فاریس است.

## داستان
«کلوین» (پاول دینو) یک نویسنده باهوش است که شروع می‌کند به نوشتن رمان جدیدش در مورد «روبی» (زویی کازان)، دختر رویاهایش. روز بعد اتفاقی می‌افتد که باورش برای کلوین هم سخت است. روبی تبدیل به یک شخصیت واقعی شده و آن دو با هم رابطه خیلی خوبی را آغاز می‌کنند…

## بازیگران
- پل دینو نقش کالوین وایر فیلدز، رمان‌نویس جوان که از زمان انتشار اولین کتاب خود در ۱۹ سالگی، با کتاب کامل نویسندگی درگیر نیست.
- زویی کازان نقش روبی تیفانی اسپارکس، زنی که در ابتدا یک رؤیا است و به کالوین الهام می‌دهد تا در مورد او بنویسد تا اینکه در نهایت خود را کاملاً در زندگی اش جلوه دهد.
- کریس مسینا نقش هری وایر فیلدز، برادر بزرگتر کالوین که او در مورد ماهیت واقعی روبی با او اطمینان دارد.
- آنت بنینگ به عنوان گرترود، مادر کالوین.
- آنتونیو باندراس نقش مورت، دوست پسر بی خیال مادر کالوین است. Banderas این فرصت را به دست آورد تا بتواند با Bening همکاری کند.[۳]
- آاصف ماندوی در نقش کوروش مودی، تبلیغ گرای کالوین.
- استیو کوگان در نقش لانگدون تارپ، دوست رمان‌نویس کالوین که اولین بار با انتشار اولین کتابش با او ملاقات کرد.
- تونی تراکس به عنوان سوزی وایر فیلدز، همسر هری.
- دبورا آن ول به عنوان لیلا، دوست دختر سابق کالوین که او را قبل از وقایع فیلم ترک کرده‌است و اخیراً کتاب خودش را هم نوشته‌است.
- الیوت گولد به عنوان دکتر روزنتال، درمانگر کالوین که کالوین را ترغیب می‌کند در صورت بد بودن، صفحه ای بنویسد دربارهٔ هر چیزی که اهمیتی ندارد، بنویسد.
- عالیه شوکت به عنوان مابل، هوادار کالوین که در هنگام امضای کتاب شماره او را می‌دهد.
- والاس لانگهام نقش وارن
- مایکل بری جونیور به عنوان سیلورلیک رهگذر[۴][۵][۲][۶]